# 芸術系学科のある短期大学一覧
芸術系学科のある短期大学一覧(げいじゅつけい-たんきだいがくいちらん)は、日本の芸術短期大学、および芸術系の学科を設置している短期大学の一覧。

## 該当短期大学

### 芸術短期大学
- 女子美術大学短期大学部 造形学科
- 桐朋学園芸術短期大学 芸術科
- 京都嵯峨芸術大学短期大学部 美術学科
- 大阪芸術大学短期大学部（伊丹キャンパス）デザイン美術学科、広報学科
- 奈良芸術短期大学 芸術学科
- 山口芸術短期大学 芸術表現学科
- 大分県立芸術文化短期大学 美術科、音楽科、情報コミュニケーション学科、国際文化学科
- 九州造形短期大学 造形芸術学科

### 短期大学芸術系学科
- 会津大学短期大学部 産業情報学科
- 郡山女子大学短期大学部 生活芸術科
- 福島学院大学短期大学部 服飾美術科、生活教養科を経て生活デザイン学科
- 桐生大学短期大学部 アートデザイン学科
- 金城大学短期大学部 美術学科
- 戸板女子短期大学 服飾芸術科
- 新潟青陵大学短期大学部 被服科、服飾美術科、生活文化学科を経て人間総合学科
- 岐阜市立女子短期大学 生活デザイン学科
- 大垣女子短期大学 デザイン美術学科、音楽総合学科
- 仁愛女子短期大学 生活科学学科
- 池坊短期大学 文化芸術学科、環境文化学科
- 比治山大学短期大学部 美術科
- 武庫川女子大学短期大学部 生活造形学科
- 倉敷市立短期大学 服飾美術学科
- 四国大学短期大学部 生活科学科、音楽科